# Tahal
Tahal és una localitat de la província d'Almeria. L'any 2005 tenia 383 habitants. La seva extensió superficial és de 95 km² i té una densitat de 4,0 hab/km². Les seves coordenades geogràfiques són 37° 13′ N, 2° 17′ O. Està situada a una altitud de 1010 metres i a 68 quilòmetres de la capital de la província, Almeria.

## Demografia
| 1996 | 1998 | 1999 | 2000 | 2001 | 2002 | 2003 | 2004 | 2005 |
| ---- | ---- | ---- | ---- | ---- | ---- | ---- | ---- | ---- |
| 415  | 368  | 392  | 407  | 395  | 378  | 373  | 385  | 383  |